# Donaziano e Rogaziano

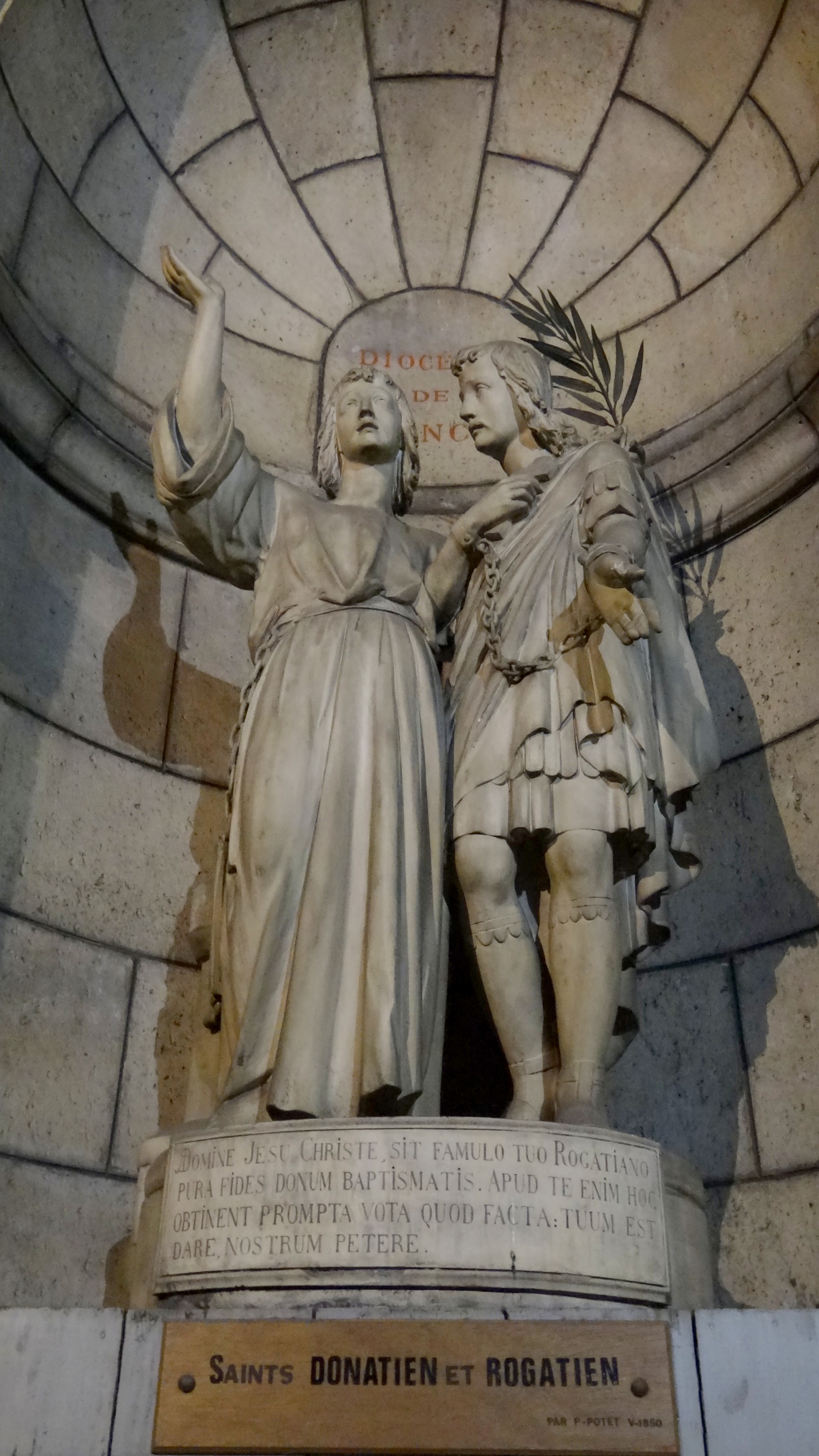
Il santi Donaziano e Rogaziano in una statua nella basilica del Sacro Cuore a Montmartre

Donaziano e Rogaziano sono due martiri cristiani uccisi a Nantes nei primi secoli dell'era volgare.

## Biografia
Secondo la loro passio, redatta nel V secolo probabilmente dai monaci di San Martino di Tours che ne custodivano la tomba, Donaziano e Rogaziano erano due fratelli adolescenti: il primo aveva già ricevuto il battesimo mentre l'altro era ancora catecumeno. Durante una persecuzione, Donaziano fu catturato e condotto in carcere e Rogaziano fu invitato a prestare pubblico culto agli dei pagani: essendosi rifiutato, Rogaziano fu rinchiuso nella stessa cella del fratello. Furono sottoposti a varie torture e poi uccisi.

## Il culto
Dopo l'editto di Milano, sulla loro tomba venne eretta una chiesa, più volte ricostruita, che nel 1889 fu elevata al rango di basilica minore. 
Sembrerebbe che la prima chiesa eretta fosse la prima chiesa cristiana di Nantes e fosse appunto costruita sulla villa Gallo-Romana della famiglia dei due santi proprio perché lì erano stati sepolti (secondo i costumi dell'epoca). 
Il santuario fu amministrato inizialmente dai monaci di Tours, poi da quelli di San Benedetto sulla Loira, di San Medardo a Soissons e, dall'XI secolo, da quelli di Déols. La chiesa fu infine affidata a un capitolo di canonici che nell'Ottocento, su consiglio di dom Guéranger, adottò la regola benedettina.

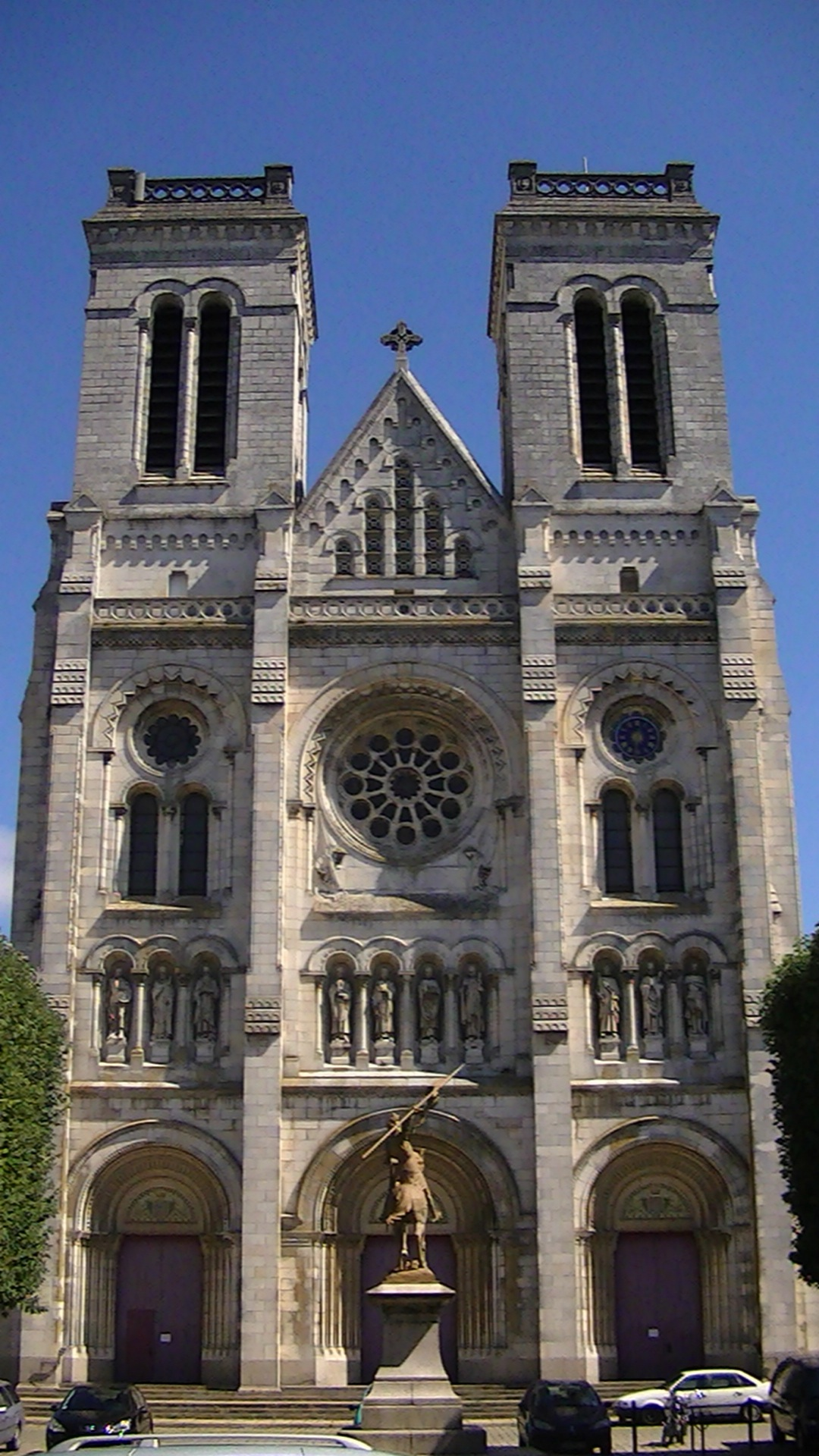
Facciata della basilica attuale a Nantes intitolata ai due santi

Il loro elogio si legge nel martirologio romano al 24 maggio:

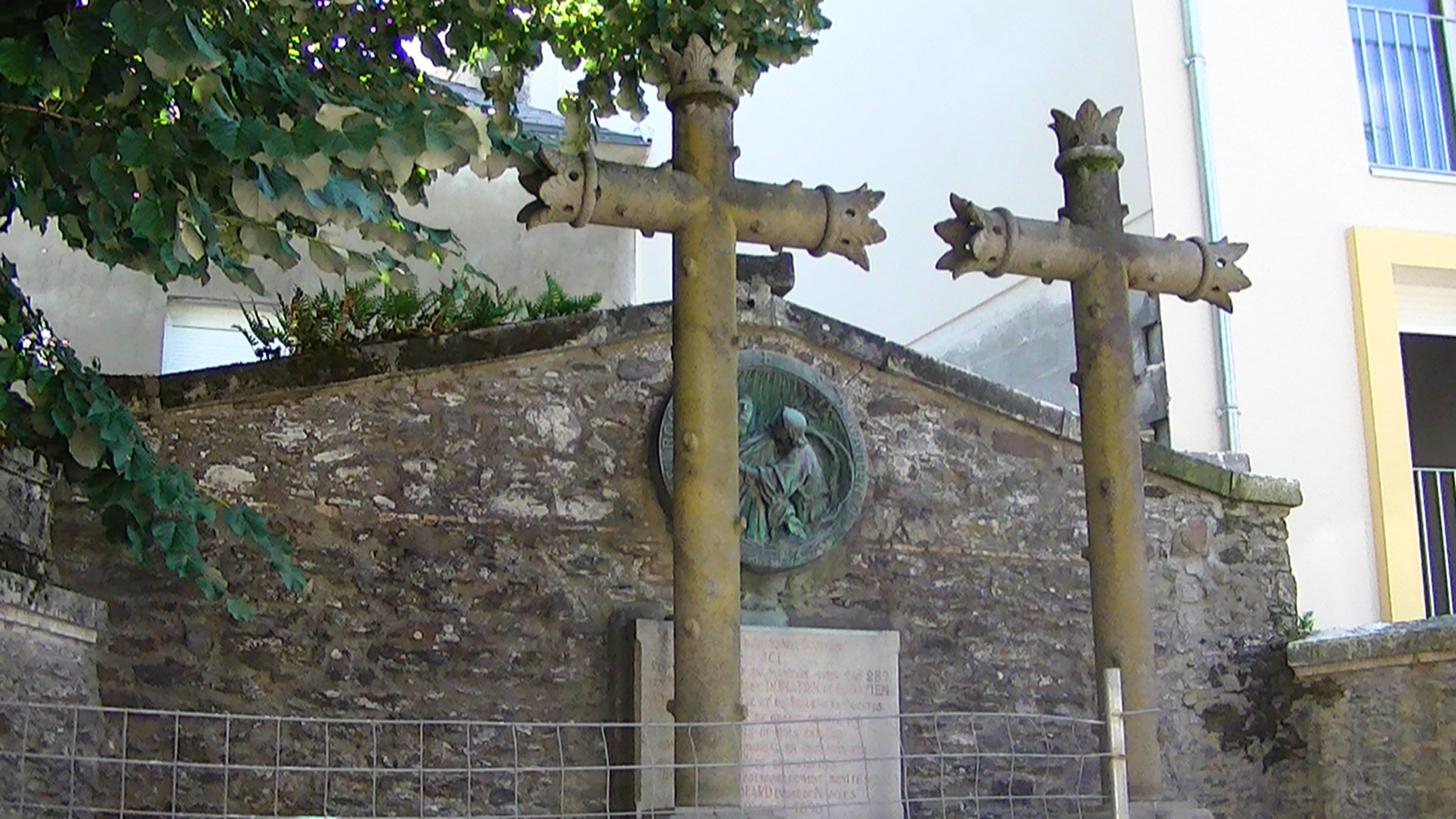
Le due croci, in Rue Dufour, il luogo dove secondo la tradizione sono stati martirizzati

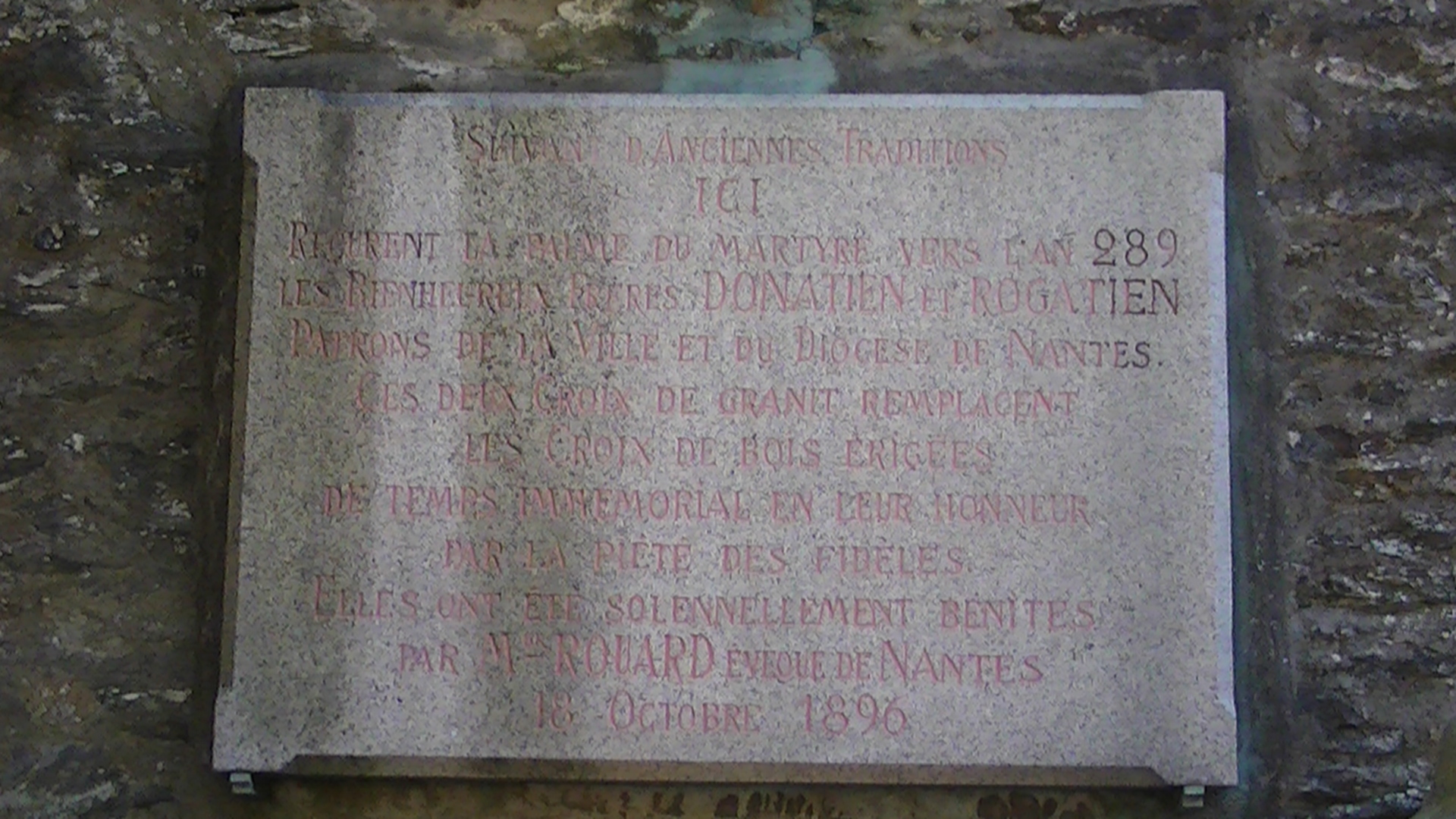
La placca vicino a Rue Dufour e alla Basilica, che ricorda i due santi

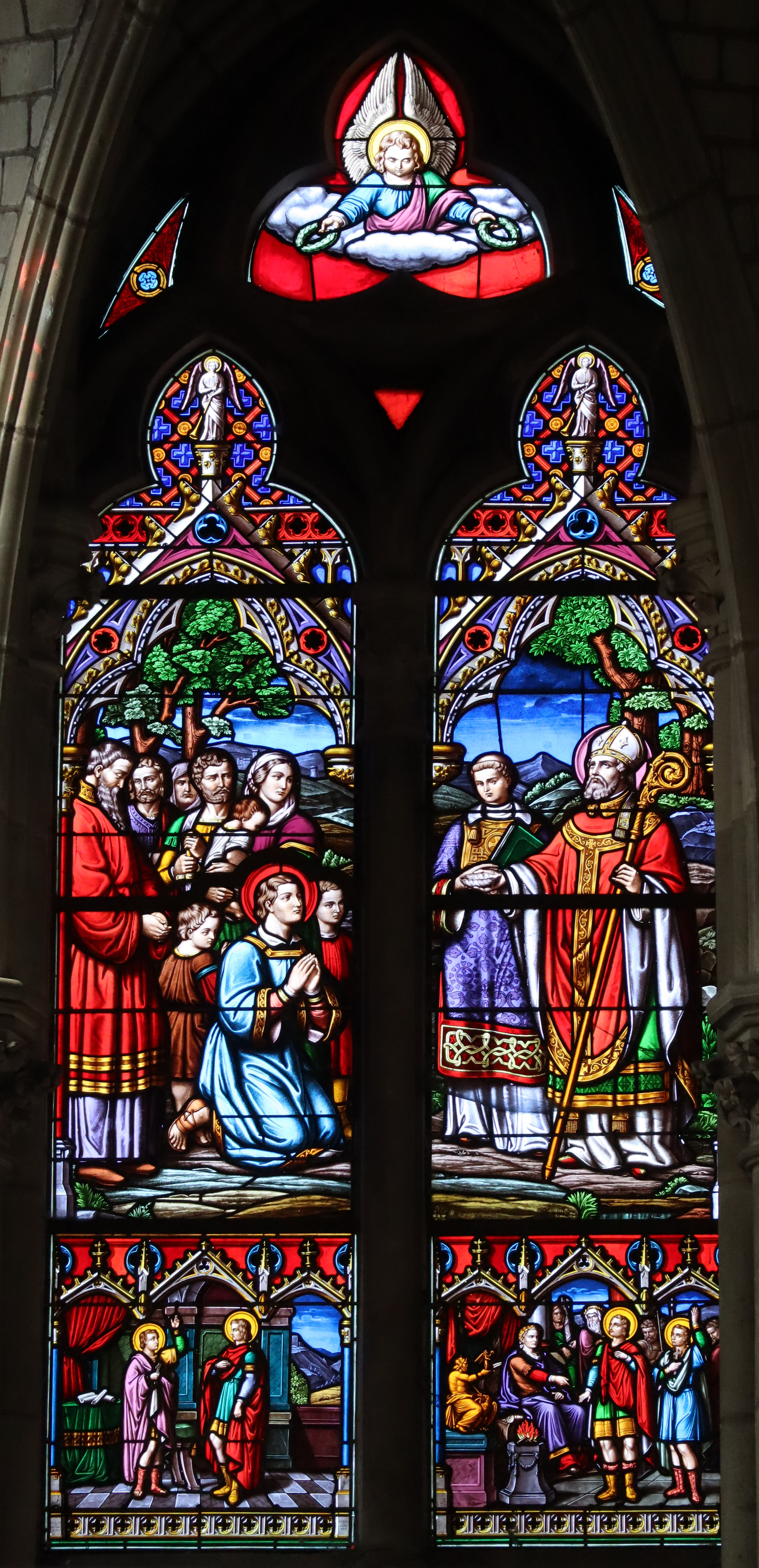
Saint-Donatien che conforta Saint-Rogatien al momento della condanna

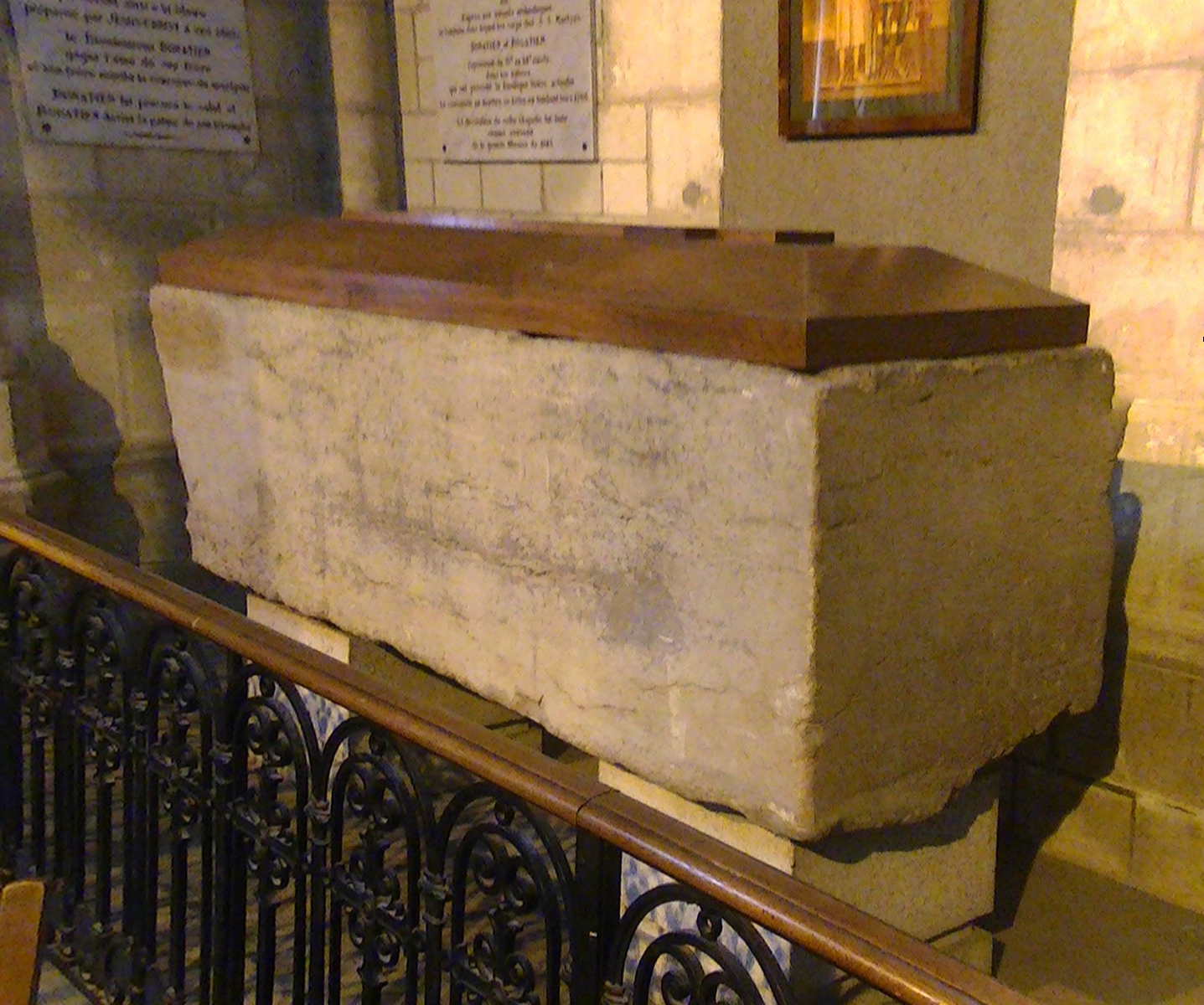
Sarcofago in marmo grigio dei Pirenei che avrebbe contenuto i corpi dei due Martiri.